# J. Robert Schaetzel
J. Robert Schaetzel (28. ledna 1917, Holtville – 7. listopadu 2003, Bethesda) byl americký diplomat, který v letech 1966 až 1972 sloužil jako velvyslanec Spojených států v Evropské unii.
Zemřel na zápal plic 7. listopadu 2003 v Bethesdě v Marylandu ve věku 86 let.